# 록펠러 대학교
록펠러대학교(Rockefeller University, 1901년 설립)는 미국 뉴욕 시 소재의 생명과학(Bio-Medical Sciences) 관련의 학문을 연구하는 박사(Ph.D.)와 박사후(Post-Doctoral) 과정의 교육을 병행하는 세계적인 명성의 연구중심 대학이다.
1901년 존 D. 록펠러(John Davison Rockefeller)에 의해 록펠러 의학연구소(Rockefeller Institue of Medical Research)가 미국 뉴욕시에 설립되었다. 1955년 박사(Ph.D.)과정을 개설하였고, 1965년 록펠러 대학교로 이름을 바꾸었다.
다른 대학교들과는 달리 소수의 박사(Ph.D.) 과정의 대학원생만을 선발하고 있어서 대학교의 인적구성을 볼 때 Post-Doctoral 이 대학원생들보다 3배 이상의 많은 숫자를 차지한다. 록펠러 대학교에는 학부학생은 없고 대학원생도 생명과학분야의 Ph.D. 과정만을 교육시킨다.
생명과학과 관련된 노벨 생리의학상과 화학상을 받은 출신자가 2022년까지 26명이고 록펠러대학교 캠퍼스에서 그 중 5명과 마주칠 수가 있다. 보통 미국 대학교에 한두 명, 많아야 대여섯 명밖에 없다는 학술원 회원이 록펠러대학교에는 2023년 기준 15명이 있다. DNA 가 유전물질이라는 사실을 증명한 오즈월드 에이버리가 록펠러 대학 연구원이고, 유명한 일본의 세균학자 노구치 히데요 또한 이곳에서 연구하다가 일생을 마쳤다고 한다.
여행자들이 뉴욕에 가면 꼭 들른다는 록펠러 센터와 뉴욕 현대미술관(MoMA)도 같은 록펠러 재단에서 만들어졌으나 현재는 분리되어 있다. 그래도 록펠러 대학교 소속인들은 여전히 뉴욕 현대미술관에 무료로 입장할 수 있다 (사실 뉴욕 소대 대학교 종사자들은 대부분 무료 입장 가능). 록펠러대학은 기부금만 매년 수백억이 들어오는 것으로 알려져 있다.